# Huguette Lafond
Pour les articles homonymes, voir Lafond.
Huguette Lafond (née le 8 janvier 1952 à Montréal, au Québec) est une actrice québécoise.

## Filmographie
- 1976 : Marilyn : Silent
- 1987 : Bonjour docteur (série TV) : Silent
- 1989 : Malarek : Silent
- 1995 : Sous un ciel variable (série TV) : Silent
- 1996 : Les Héritiers Duval (série TV) : Silent
- 2000 : Jackie Bouvier Kennedy Onassis (TV) : Tina Onassis
- 2003 : Rumeurs : Silent
- 2005 : Les Invincibles (série TV) : Silent